# Comuna Stari Bezradîci, Obuhiv
Stari Bezradîci (în ucraineană Старі Безрадичі) este o comună în raionul Obuhiv, regiunea Kiev, Ucraina, formată din satele Berezove, Kapusteana, Koniușa, Novi Bezradîci, Parașciîna, Stari Bezradîci (reședința) și Tarasivka.

## Demografie
Componența lingvistică a comunei Stari Bezradîci
     Ucraineană (96,55%)
     Rusă (3,36%)
Conform recensământului din 2001, majoritatea populației comunei Stari Bezradîci era vorbitoare de ucraineană (96,55%), existând în minoritate și vorbitori de rusă (3,36%).